# سكوت مكاي
سكوت مكاي هو سياسي كندي، ولد في 2 ديسمبر 1960 في مونتريال إيست في كندا. حزبياً، نشط في Green Party of Quebec ‏ ( – 2008) والحزب الكيبيكي (2008 – ). وقد انتخب عضو الجمعية الوطنية في كيبك ‏.